# Université norvégienne de sciences et de technologie
L'université norvégienne de sciences et de technologie, plus connue sous ses initiales norvégiennes NTNU (du norvégien Norges teknisk-naturvitenskapelige universitet), dont l'administration principale est située à Trondheim, en Norvège, est une université publique fondée en 1996.
Par ailleurs, NTNU est l'institution scandinave la plus prestigieuse assurant les formations d'ingénieur naval et d'architecte naval. Elle est également, sur le plan mondial, un établissement de référence dans le domaine maritime, sinon le premier.

## Histoire
| \| Trondheim Gjøvik Ålesund \| Localisation des villes où est présente la NTNU. |
| Trondheim Gjøvik Ålesund                                                        |

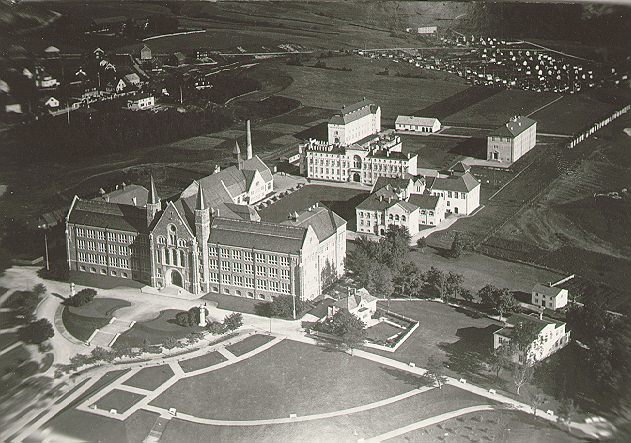
Photo aérienne du NTH vers 1930.

La NTNU est née en 1996 du regroupement de six institutions:

- Institut norvégien de technologie (Norges tekniske høgskole, NTH),
- Collège des sciences et des arts (Den allmennvitenskapelige høgskole, AVH),
- Muséum d'histoire naturelle et d'archéologie (Vitenskapsmuseet, VM),
- Faculté de médecine (Det medisinske fakultet, DMF),
- Académie des Beaux-Arts de Trondheim (Kunstakademiet i Trondheim),
- Conservatoire de musique de Trondheim (Musikkonservatoriet i Trondheim).

Avant 1996, NTH, AVH, DMF et VM formaient ensemble l'université de Trondheim (UNIT), une structure peu centralisée.

En 2014, le gouvernement lance un appel aux suggestions dans le but est d’améliorer le fonctionnement et de diminuer les coûts liés à l'éducation supérieure. Dans ce contexte, la NTNU, l'institut universitaire de Sør-Trøndelag (Høgskolen i Sør-Trøndelag, HiST), l'institut universitaire de Gjøvik (Høgskolen i Gjøvik, HiG) et l'institut universitaire de Ålesund (Høgskolen i Ålesund, HiÅ) proposent leur fusion en 2015 qui devient effective dès le 1er janvier 2016. L’ensemble conserve les noms et l’identité visuelle de la NTNU. HiG et HiÅ deviennent respectivement NTNU à Gjøvik et NTNU à Ålesund et la NTNU prè-2016 et HiST deviennent NTNU à Trondheim. La réorganisation se poursuit au cours des années suivantes.

## Campus
La NTNU se situe sur divers campus à travers Trondheim, Gjøvik et Ålesund, les deux principaux étant Gløshaugen, pour les sciences et l'ingénierie, et Dragvoll, pour les sciences humaines, tous deux situés à Trondheim. Parmi les autres campus on trouve notamment Tyholt pour les technologies de la mer, Øya pour la médecine, et Solsiden dans le centre-ville de Trondheim, où se situe l'Académie des beaux-arts.

La NTNU gère également le muséum d'histoire naturelle et d'archéologie de Trondheim qui présente au public trois domaines de recherches :  l'histoire naturelle, l'histoire culturelle et l'archéologie.
Le centre des œuvres universitaires de Trondheim (SIT) propose différents services de restauration et de santé sur chaque campus de NTNU et gère également des résidences universitaires permettant aux étudiants de vivre à proximité de leur lieu d'étude.

## Formations et recherche

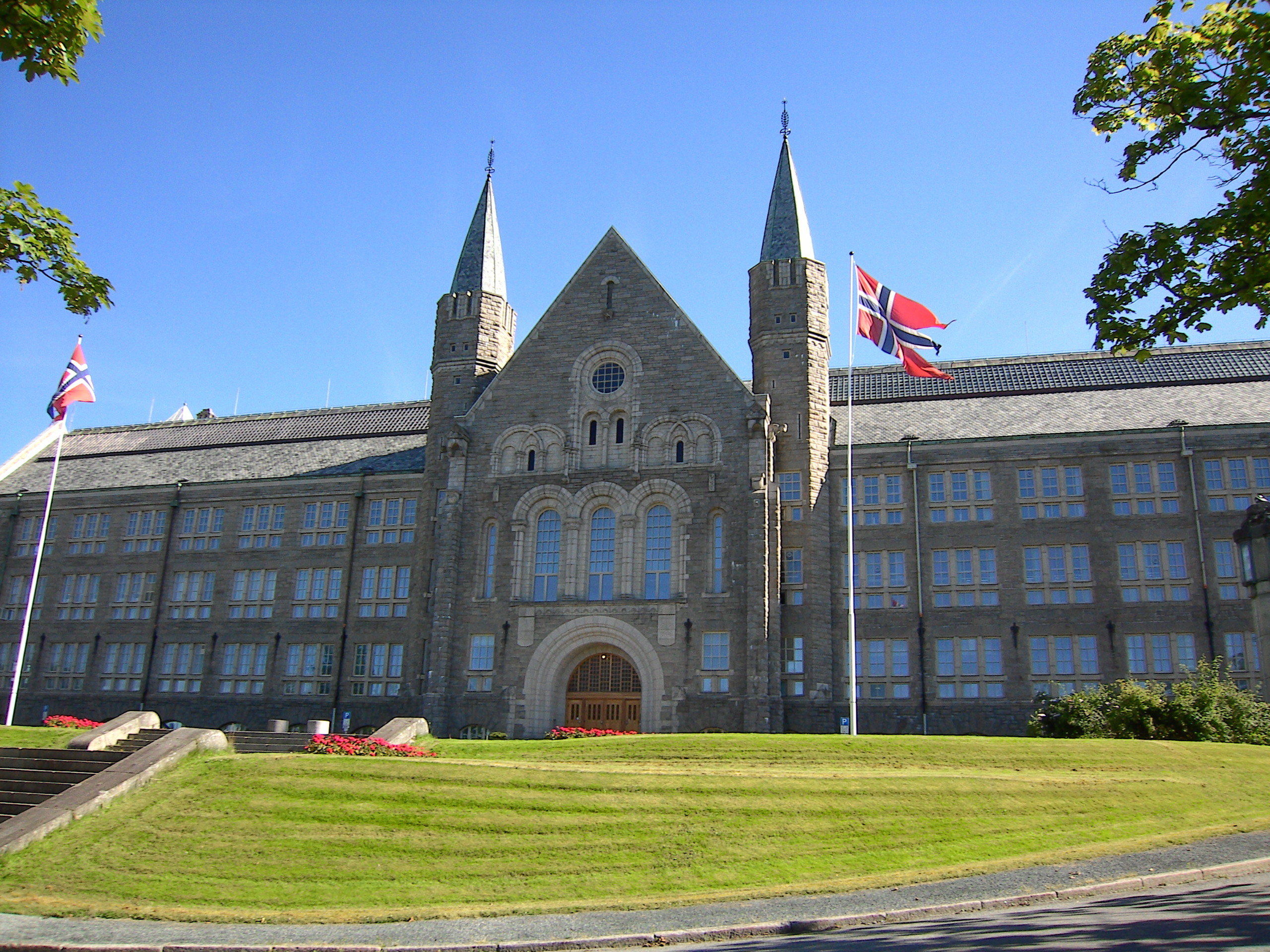
Le bâtiment d’administration principale de la NTNU, situé sur le campus de Gløshaugen, à Trondheim.

La NTNU offre plus de 400 programmes d'études, de la licence au doctorat (PhD), dont 40 master enseignés en anglais.

### Liste des facultés
La NTNU est composée de 8 facultés et du muséum universitaire, formant un ensemble de 56 départements.
Faculté d'architecture et de design
- Académie des beaux-arts de Trondheim
- Département de design
- Département d'architecture et technologie
- Département d'architecture et d'aménagement

Faculté des lettres
- Département de philosophie et d'études des religions
- Département d'études de l'histoire
- Département d'études des arts et des médias
- Département de musique
- Département des langues et de littérature
- Département d'études culturelles interdisciplinaires

Faculté des technologies de l'information et génie électrique
- Département de science générale
- Département d'informatique
- Département des systèmes électroniques
- Département de génie électrique
- Département des TIC et des sciences naturelles
- Département de sécurité de l'information et des technologies de communication
- Département des sciences mathématiques
- Département de génie cybernétique

Faculté d'ingénierie
- Département de génie énergétique et des procédés
- Département des techniques de la mer
- Département de géoscience et du pétrole
- Département de génie civil et environnemental
- Département de génie des structures
- Département de génie mécanique et industriel
- Département des opérations maritimes et de génie civil
- Département de manufacture et de génie civil

Faculté de médecine et des sciences de la santé
- Département de science de la santé Gjøvik
- Département de science de la santé Ålesund
- Institut Kavli pour les systèmes neurosciences
- Département de recherche sur le cancer et de médecine moléculaire
- Département de laboratoire médicale et de la santé de l'enfant et de la femme
- Département de neuromédecine et de science du mouvement
- Département de santé mentale
- Département de santé publique et du soin infirmier
- Département de circulation et d'imagerie médicale

Faculté des sciences naturelles
- Département de biologie

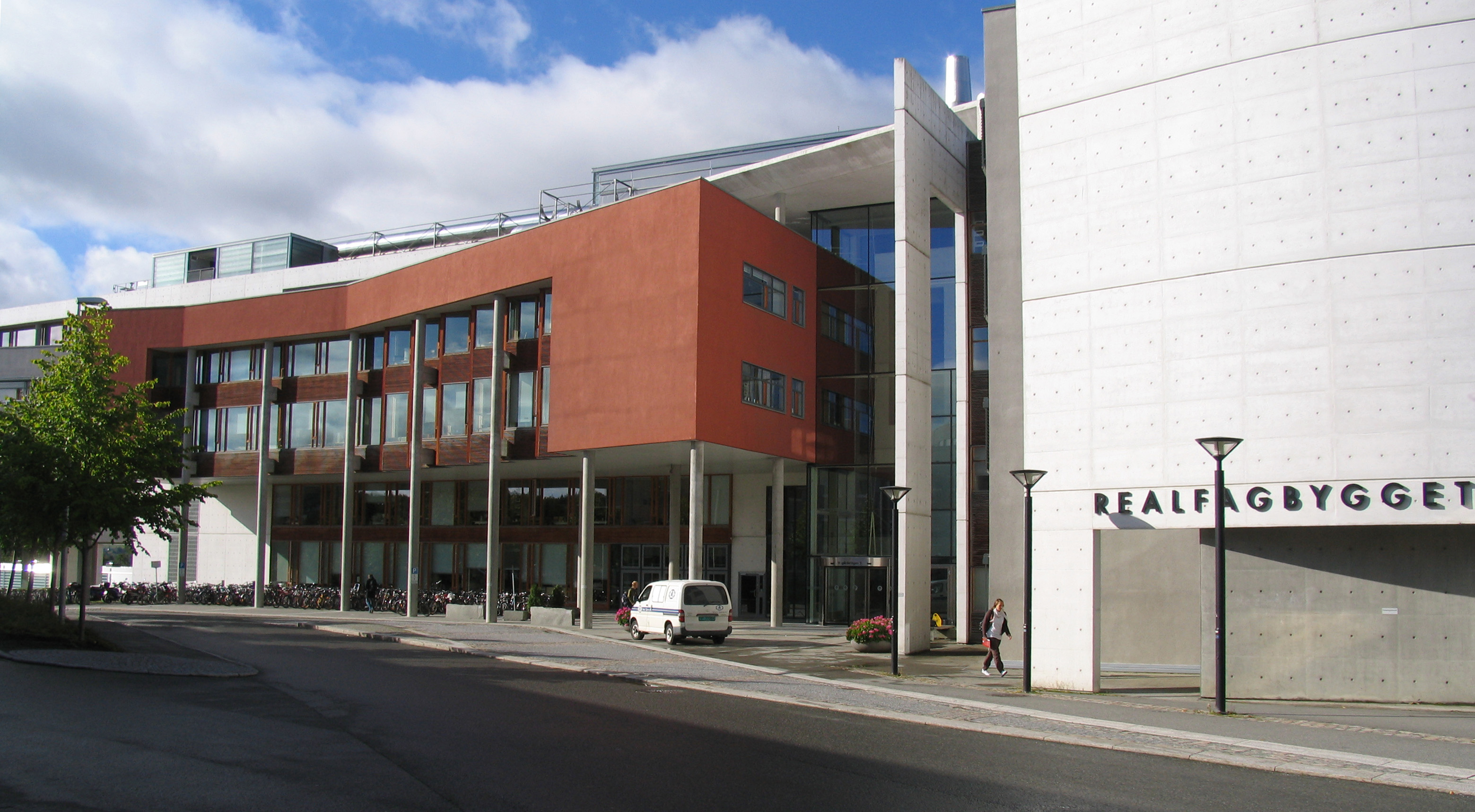
Le bâtiment des sciences naturelles, sur le campus de Gløshaugen.

- Département de science biologique Ålesund
- Département de biotechnologie et science alimentaire
- Département de science biomédical de laboratoire
- Département de physique
- Département de chimie
- Département de chimie industrielle
- Département de science et génie des matériaux

Faculté des sciences sociales et éducatives
- Département de géographie
- Département de pédagogie

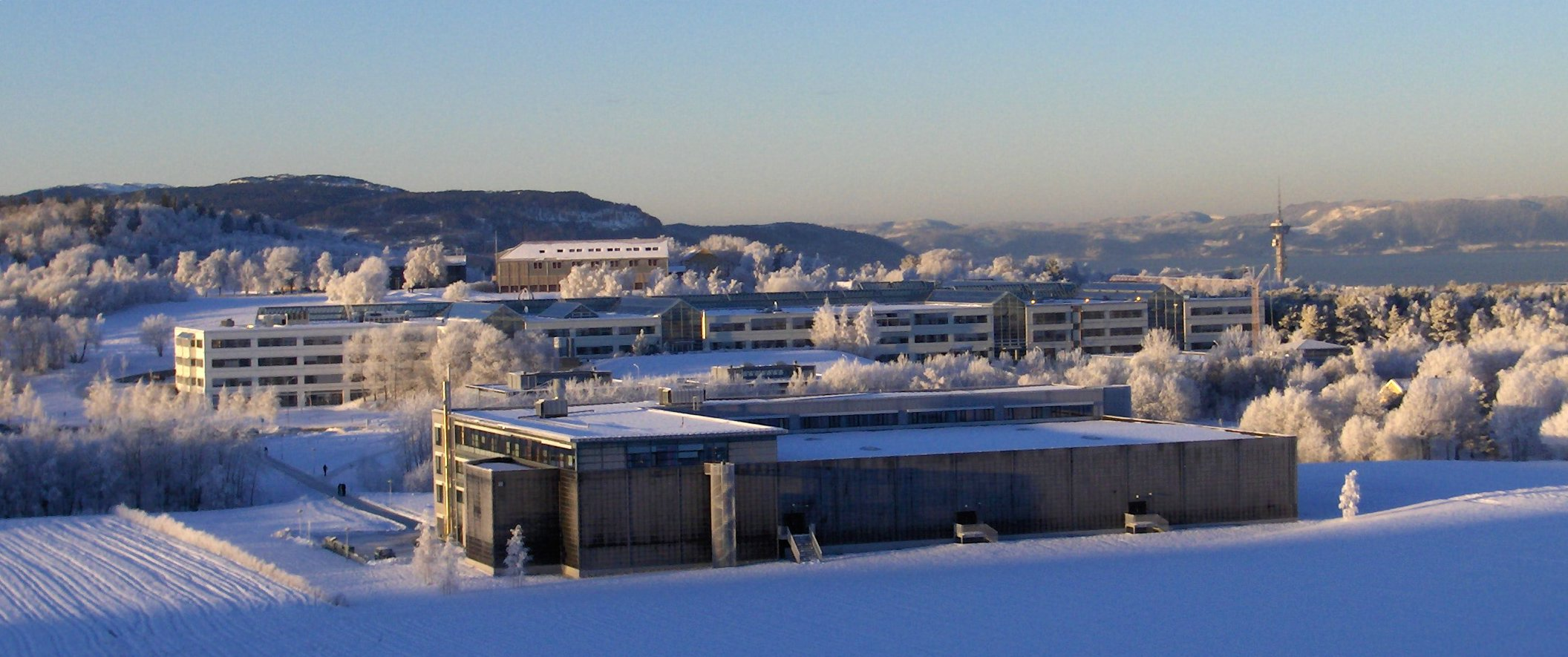
Le campus de Dragvoll, à Trondheim.

- Département d'éducation et de formation continu
- Département du travail social
- Département de sociologie et de science politique
- Département de psychologie
- Département d'anthropologie sociale

Faculté d'économie et de management
- NTNU Ecole de commerce
- Département de commerce international
- Département d'économie industrielle et de techniques de management
- Département d'économie

Muséum d'histoire naturelle et d'archéologie de Trondheim
- Département d'histoire naturelle
- Département d'archéologie et d'histoire culturelle

### Recherche
La NTNU compte plus de 120 laboratoires de recherche et collabore très étroitement avec l'organisation de recherche norvégienne SINTEF. Ces principaux secteurs de recherche stratégiques sont l’énergie, la santé, le secteur maritime et le développement durable.
La NTNU possède également deux bureaux à Bruxelles et à Tokyo (en collaboration avec l’université de Bergen), pour renforcer sa participation dans des projets de recherche du conseil européen de la recherche (par exemple Horizon 2020) et les collaborations entre les universités norvégiennes et japonaise, respectivement. NTNU est à l'origine de The HUNT Study, l'une des études épidémiologiques les plus extensives au monde. Elle rassemble des données sur plus de 120 000 personnes depuis 1984, sur quatre vagues successives.

### Relations internationales
L'université est membre de l’Université de l'Arctique. UArctic est un réseau international d’universités, d’instituts de recherche et d’organisations ayant pour but de promouvoir, coordonner et soutenir la recherche ainsi que l’éducation en régions arctiques.

### Classements internationaux
| Classement                                       | 2010    | 2011    | 2012    | 2013    | 2014    | 2015    | 2016    | 2017    | 2018 | 2019 | 2020 | 2021 | 2022 | 2023 | 2024 | 2025 |
| ------------------------------------------------ | ------- | ------- | ------- | ------- | ------- | ------- | ------- | ------- | ---- | ---- | ---- | ---- | ---- | ---- | ---- | ---- |
| Classement de Shanghai                           | 201-300 | 201-300 | 201-300 | 201-300 | 201-300 | 101-150 | 101-150 |         |      |      |      |      |      |      |      |      |
| Times Higher Education World University Rankings |         |         | 251-275 | 251-275 | 251-275 | 276-300 | 351-400 | 251-300 |      |      |      |      |      |      |      |      |
| Webometrics                                      |         |         |         |         |         |         | 202     |         |      |      |      |      |      |      |      |      |
| Classement mondial des universités QS            |         |         | 289     |         | 251     | 246     | 254     | 259     | 259  | 363  | 359  | 360  | 369  | 352  | 292  | 264  |
| Center for World University Rankings (CWUR)      |         |         |         |         | 286     | 243     | 270     |         |      |      |      |      |      |      |      |      |
|                                                  | 240     | 240     | 287     | 331     | 303     | 233     |         |         |      |      |      |      |      |      |      |      |
| Nature index (secteur académique),               |         |         |         | 416     | 389     | 375     | 337     |         |      |      |      |      |      |      |      |      |

## Personnalités

### Enseignants

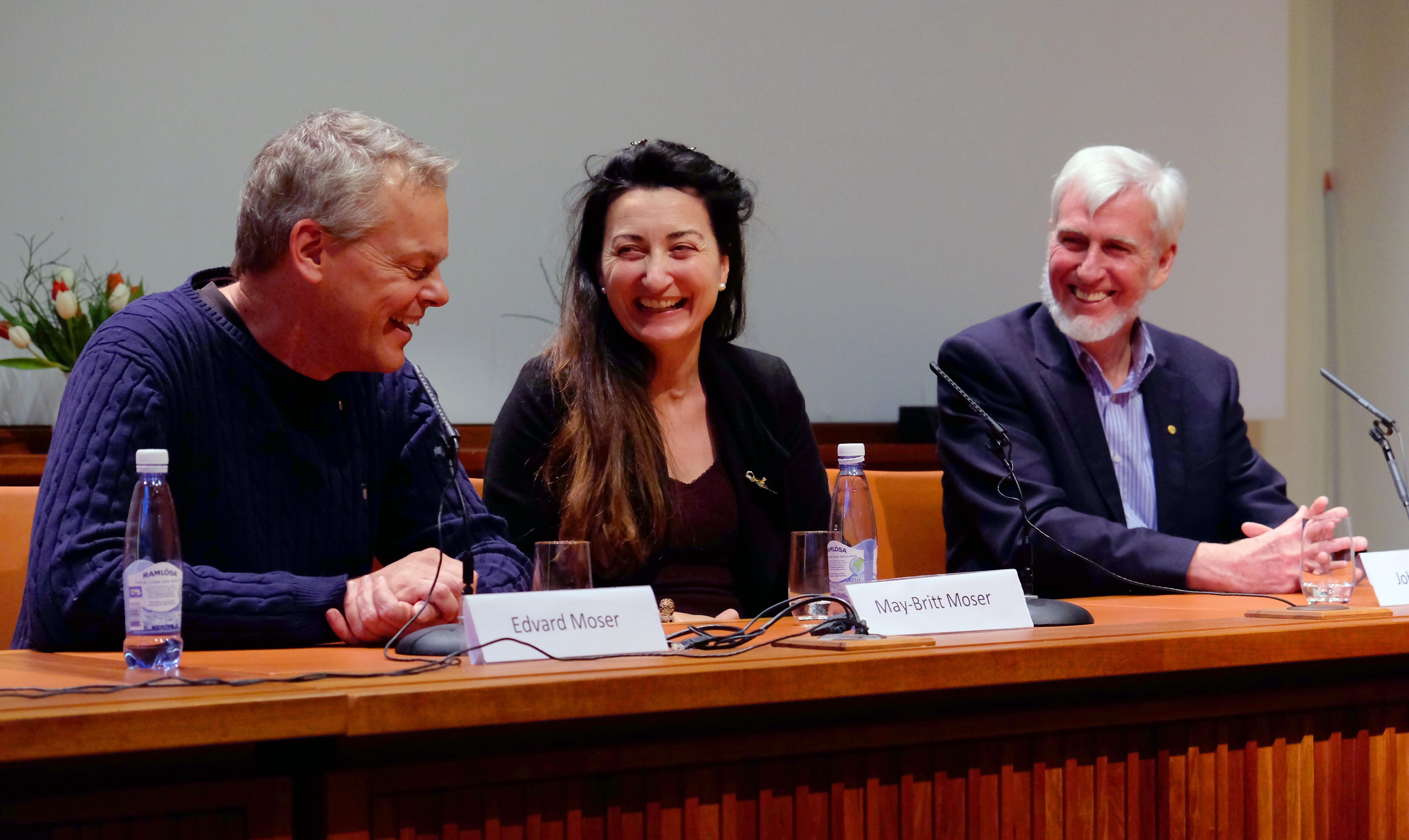
Edvard Moser, May-Britt Moser et John O'Keefe, co-lauréats du prix Nobel 2014 de physiologie ou médecine (décembre 2014).

- May-Britt Moser, professeur et  prix Nobel 2014 de physiologie ou médecine[17].
- Edvard Moser, professeur et  prix Nobel 2014 de physiologie ou médecine[17].
- Øivind Farmen, professeur de musique.

### Élèves
- Ivar Asbjørn Følling, diplômé en 1916, médecin et biochimiste, descripteur de la phénylcétonurie
- Lars Onsager, diplômé en 1925, prix Nobel 1968 de chimie[18].
- Ivar Giaever, diplômé en 1952, prix Nobel 1973 de physique[19].

## Organisations étudiantes
La ville de Trondheim compte une population étudiante très importante qui marque la vie de la cité.
La plus connue parmi les organisations étudiantes est Studentersamfundet i Trondheim, aussi connue sous le surnom de « maison rouge et ronde » d'après le bâtiment qui abrite ses locaux. Studentersamfundet organise tous les deux ans le festival culturel le plus important de Norvège, UKA, et le festival international étudiant de Trondheim, Festival international étudiant à Trondheim (ISFiT), tous deux sous la responsabilité des étudiants. L'organisation possède également un cottage pour étudiants (studenterhytta), en dehors de la ville près de la colline de Gråkallen, ainsi que de nombreux petits chalets (hytter) à la disposition des étudiants qui souhaitent passer quelques jours en contact avec la nature.
Le club des sports, NTNUI, regroupe de nombreux membres dans diverses disciplines, les principales étant la course d'orientation, le ski de fond et le télémark.